# Igai semkhu
Igai semkhu — вид ящеротазових динозаврів родини сальтазаврові (Saltasauridae), що існував у пізній крейді. Скам'янілі рештки виявлені у Єгипті. Описаний у 2023 році.

## Історія відкриття
Рештки динозавра виявлені у листопаді 1977 року у відкладеннях формації Кусейр в оазі Харга на півдні країни. Було виявлено п'ять спинних хребців і 12 апендикулярних елементів. Зразки зібрані Карлом Вернером Бартелем і Рональдом Бетчером з Берлінського технічного університету і відправлені до Німеччини.
У 2023 році зразки були описані такими, що належать до нового роду та виду титанозаврів Igai semkhu. Видова назва Igai відноситься до таємничого «володаря оази», якому поклонялися навколо оазисів Дахла та Харга за часів Стародавнього царства Єгипту. Видова назва semkhu з давньоєгипетської мови означає «забутий», і стосується заплутаної історії зразків.

## Опис
На основі порівняння з іншими титанозаврами, Igai був оцінений у 10–15 метрів завдовжки, що більше, ніж симпатричний Mansourasaurus, який сягав 8–10 метрів. Має низку особливостей. П'ята п'ясткова кістка має два виразні горбики на медіальній стороні: один біля проксимального кінця та один біля дистального кінця, які не спостерігаються в інших титанозаврів. Кнеміальний гребінь, частина великогомілкової кістки, до якої прикріплюються кілька м'язів ніг, менший і менш виступаючий, ніж у інших титанозаврів, причому найбільш подібними в цьому відношенні є Mendozasaurus та молодий Rapetosaurus. На першій і другій плеснових кістках є виразні борозенки, яких немає в інших титанозаврів.